# Paritetsbit
Paritetsbit kallas en bit som tillförts en bitföljd i syfte att vid datorkommunikation ge möjlighet till feldetektering vid dataöverföring. Om paritetsbiten indikerar ett fel kan meddelandemottagaren begära att få informationen återsänd.

## Principförklaring
Paritetsbitsfeldetektering bygger på faktumet att bitföljden (inklusive den tillförda biten) alltid har ett jämnt eller udda antal ettor. Vid jämn paritet förväntas antalet ettor efter överföring vara jämnt och vid udda paritet förväntas antalet ettor efter överföring vara udda. Om förväntan inte infrias efter överföringen antas ett överföringsfel ha uppstått.
Nedanstående tabell visar hur en paritetsbit tillförs en bitföljd för att skapa en förväntan om antingen jämn eller udda paritet.
| 7 bitar utan paritetsbit | Antal ettor | 7 bitar med paritetsbit (8 bitar totalt) | 7 bitar med paritetsbit (8 bitar totalt) |
| 7 bitar utan paritetsbit | Antal ettor | jämn                                     | udda                                     |
| ------------------------ | ----------- | ---------------------------------------- | ---------------------------------------- |
| 0000000                  | 0           | 00000000                                 | 10000000                                 |
| 1010001                  | 3           | 11010001                                 | 01010001                                 |
| 1101001                  | 4           | 01101001                                 | 11101001                                 |
| 1111111                  | 7           | 11111111                                 | 01111111                                 |

### Exempel[2]
Ett kommunikationsprotokoll använder paritetsbit och förväntar sig jämn paritet. Är meddelandet 000101111100001 korrekt mottaget? Det mottagna meddelandet innehåller sju stycken ettor – ett udda tal – vilket vid jämn paritet indikerar ett överföringsfel. Meddelandet är alltså inte korrekt mottaget.

## Begränsningar
Ett med hjälp av paritetsbit upptäckt överföringsfel kan inte rättas, eftersom paritetsbiten inte visar vilken bit som är felaktig, bara att ett överföringsfel har uppstått. För att rätta fel krävs istället en felrättande kod.
Rätt paritetsbit garanterar inte att överföringen blivit korrekt. Exempelvis kan två bitar vara fel samtidigt, vilket inte kommer indikeras av paritetsbiten, eftersom antalet ettor fortfarande är det förväntade. Det är även möjligt att själva paritetsbiten har överförts felaktigt.
Endast udda antal felaktiga bitar kan upptäckas.